# Skala Bishopa
Skala Bishopa określa dojrzałość szyjki macicy do porodu naturalnego. Ocenia: położenie szyjki, konsystencję, ułożenie części przodującej płodu, rozluźnienie, rozwarcie.
| Parametr                                                            | 0 pkt.  | 1 pkt.  | 2 pkt.    | 3 pkt. |
| ------------------------------------------------------------------- | ------- | ------- | --------- | ------ |
| Rozwarcie (cm)                                                      | 0       | 1-2     | 3-4       | 5-6    |
| Skrócenie (%)                                                       | 0-30    | 40-50   | 60-70     | 80     |
| Pozycja punktu przodującego w cm w stosunku do linii międzykolcowej | -3      | -2      | -1, 0     | +1, +2 |
| Konsystencja                                                        | twarda  | średnia | miękka    | -      |
| Stosunek do osi pochwy                                              | do tyłu | w osi   | do przodu | -      |

Szyjka macicy jest przygotowana do porodu przy wyniku co najmniej 9 pkt.